# Стэнли, Томас, 1-й барон Стэнли
Томас Стэнли (англ. Thomas Stanley; примерно 1405 — 20 февраля 1459) — английский аристократ, король острова Мэн с 1437 года, 1-й барон Стэнли с 1456 года. Член Тайного совета, контроллер королевского дворца, лорд-лейтенант Ирландии (1431—1436), главный стюард Ланккастерского герцогства, рыцарь леса Ланкашира, констебль и юстициарий Честера, камергер Северного Уэльса, лорд-камергер Англии (1455—1459).

## Биография
Томас Стэнли был старшим сыном сэра Джона Стэнли (примерно 1386—1432), короля острова Мэн (1414—1432), и Изабель Харингтон, дочери Роберта де Харингтона и Изабель Лоринг. С 1431 по 1436 года он являлся лордом-лейтенантом Ирландии, а также представлял Ланкашир в Палате общин в 1447—1451 и в 1453—1454 годах. 15 января 1456 года Стэнли был вызван в Палату Лордов как 1-й барон Стэнли, а спустя год стал рыцарем ордена Подвязки.
В феврале 1459 года сэр Томас умер, его преемником стал старший сын, тоже Томас.

## Брак и дети
Жена: Джоан Гоушил, дочь сэра Роберта Гоушила и Элизабет Фицалан. Дети:
- Томас II Стэнли (1435 — 29 июля 1504), король острова Мэн и 2-й барон Стэнли с 1459, лорд Верховный констебль Англии с 1485, 1-й граф Дерби с 1485
- сэр Уильям Стэнли (1437 — 16 февраля 1495)
- сэр Джон Стэнли, родоначальник ветви баронов Стэнли из Олдерли
- Джеймс Стэнли, архидьякон в Карлайле
- Элизабет Стэнли; 1-й муж: Томас ле Стрейндж; 2-й муж: сэр Ричард Молинэ
- Маргарет Стэнли; 1-й муж: сэр Уильям де Троутбек (умер 23 сентября 1459); 2-й муж: сэр Джон Ле Ботелер (Батлер); 3-й муж: Генри де Грей (умер в 1495), 4/7-й барон Грей из Коднора с 1443
- Кэтрин Стэнли муж: сэр Джон Савадж